# Santa Caterina (Lusiana Conco)
Santa Caterina (anche Santa Caterina di Lusiana Conco) è una frazione del comune italiano di Lusiana Conco, in provincia di Vicenza. Sorge sul versante meridionale dell'Altopiano dei Sette Comuni.
Il paese si colloca lungo il corso del torrente Grabo, con il centro del paese sulla riva destra (ex comune di Lusiana) e le contrade Belghe, Cortesi, Cunchele, Muri, Nogara, Rovera e Xilli sulla riva sinistra (ex comune di Conco).

## Storia
Sino alla caduta della Repubblica di Venezia e alla soppressione della Federazione dei Sette Comuni l'intero territorio di Conco era compreso in quello di Lusiana. In seguito, con la separazione dei due comuni, Santa Caterina si è trovata amministrativamente suddivisa tra i territori comunali di Lusiana e di Conco. Dal 20 febbraio 2019, i due comuni sono stati nuovamente accorpati nell'attuale comune di Lusiana Conco e Santa Caterina si è trovata fisicamente al centro del nuovo territorio comunale.
Secondo alcuni studiosi Santa Caterina (un tempo anche Catterina) anticamente era chiamata Conco (l'abitato sorge infatti all'interno di una valle, o conca), successivamente Conco inferiore quando sulla sommità del monte a levante verrà edificato un secondo centro, legato a quest'ultimo e chiamato Conco superiore (l'attuale Conco), infine muterà nome in Santa Caterina de Conco poi in Santa Catterina di Gomarolo, in seguito ancora Santa Catterina di Dossanti. Dal 1793 assume l'attuale denominazione, Santa Caterina di Lusiana quando Lusiana era il territorio che comprendeva Santa Caterina appunto (l'attuale Lusiana era invece nota col nome di San Giacomo).
Durante la prima guerra mondiale divenne importante centro logistico del Regio Esercito.
Santa Caterina è stata sede della Banca di S. Caterina, già Banca di Romano e S. Caterina e poi Bassano Banca.

## Monumenti e luoghi d'interesse

### Chiesa di Santa Caterina
La prima citazione di questo luogo sacro, sede della parrocchia del paese, è del 1399, quando fu permesso a un sacerdote di officiarvi a causa dell'eccessiva distanza dalla pieve di Marostica. Fino al 1502 i suoi rettori furono quasi tutti di origine tedesca, segno della predominanza dell'elemento cimbro tra la popolazione. Nel 1473 il vescovo di Padova Jacopo Zeno la dichiarò parrocchiale, divenendo luogo di culto di riferimento per tutte le contrade dei dintorni, compresa Conco.
Quando quest'ultima fu dotata di una propria chiesa, le venne trasferito il titolo di parrocchiale, tant'è che nei documenti relativi alla visita pastorale del 1617 Santa Caterina viene definita «chiesa campestre, un tempo parrocchiale». Parzialmente autonoma dal 1688, anno in cui le fu concesso un proprio curato, solo nel 1882 tornò ad essere parrocchiale.
L'edificio ha subito numerose riedificazioni, in particolare quella avvenuta attorno al 1754 e l'ultima, conclusa negli anni 1960. Il campanile è stato completato nel 1950.
Delle opere qui conservate, spicca la pala dell'altare maggiore, dipinta nel 1534-35 da Jacopo Bassano e raffigurante la Madonna in trono con Gesù Bambino tra santa Caterina d’Alessandria e il vescovo veronese Zeno. Degne di nota anche alcune sculture settecentesche realizzate da maestranze locali, tra cui un angelo reggicandelabro e un Cristo coronato di spine, entrambi in pietra calcarea policroma. 
Nella chiesa è conservata una Sacra Spina, oggetto di grande venerazione popolare.